# Sarnen
Sarnen este un oraș în Elveția.